# Discografia de Le Vibrazioni
La discografia de Le Vibrazioni, gruppo musicale italiano, è costituita da cinque album in studio, uno dal vivo, una raccolta, un EP, ventotto singoli e ventisette video musicali, pubblicati dal 2003.

## Album

### Album in studio
| Anno | Titolo | Classifiche | Certificazioni                                    |
| Anno | Titolo | ITA         | Certificazioni                                    |
| ---- | --- | ----------- | ------------------------------------------------- |
| 2003 | Le Vibrazioni - Pubblicato: 2003 - Etichetta: BMG Ricordi                                                               | 2           | - ITA: - Platino (3) (originale) - Oro (dal 2009) |
| 2005 | Le Vibrazioni II - Pubblicato: 2005 - Etichetta: BMG Ricordi                                                            | 3           | - ITA: - Platino (originale) - Oro (dal 2009)     |
| 2006 | Officine meccaniche - Pubblicato: 3 novembre 2006 - Etichetta: BMG Ricordi - Formati: CD, CD+DVD, LP, download digitale | 9           |                                                   |
| 2010 | Le strade del tempo - Pubblicato: 22 gennaio 2010 - Etichetta: RCA - Formati: CD, download digitale, streaming          | 14          |                                                   |
| 2018 | V - Pubblicato: 9 febbraio 2018 - Etichetta: L'Equilibrista - Formati: CD, LP, download digitale, streaming             | 17          |                                                   |

### Album dal vivo
| Anno | Titolo | Classifiche |
| Anno | Titolo | ITA         |
| ---- | --- | ----------- |
| 2008 | En vivo - Pubblicato: 18 aprile 2008 - Etichetta: BMG Ricordi - Formati: 2 CD, 2 CD+DVD, download digitale | 17          |

### Raccolte
| Anno | Titolo | Classifiche |
| Anno | Titolo | ITA         |
| ---- | --- | ----------- |
| 2011 | Come far nascere un fiore - Pubblicato: 25 ottobre 2011 - Etichetta: Sony Music - Formati: CD, download digitale | 31          |

## Extended play
| Anno | Titolo |
| ---- | --- |
| 2022 | VI - Pubblicato: 15 aprile 2022 - Etichetta: A1 Entertainment Spa - Formati: 12", download digitale, streaming |

## Singoli
| Anno                                                                  | Titolo                          | Classifiche | Certificazioni                        | Album di provenienza |
| Anno                                                                  | Titolo                          | ITA         | Certificazioni                        | Album di provenienza |
| --------------------------------------------------------------------- | ------------------------------- | ----------- | ------------------------------------- | -------------------- |
| 2003                                                                  | Dedicato a te                   | 1           | - ITA: Platino (originale + dal 2009) | Le Vibrazioni        |
| 2003                                                                  | In una notte d'estate           | —           |                                       | Le Vibrazioni        |
| 2003                                                                  | Vieni da me                     | —           | - ITA: Oro                            | Le Vibrazioni        |
| 2004                                                                  | E se ne va                      | —           |                                       | Le Vibrazioni        |
| 2004                                                                  | Sono più sereno                 | —           |                                       | Le Vibrazioni        |
| 2005                                                                  | Raggio di sole                  | 3           | Le Vibrazioni II                      |                      |
| 2005                                                                  | Ovunque andrò                   | —           | Le Vibrazioni II                      |                      |
| 2005                                                                  | Angelica                        | —           | Le Vibrazioni II                      |                      |
| 2005                                                                  | Aspettando                      | —           | Le Vibrazioni II                      |                      |
| 2005                                                                  | Ogni giorno ad ogni ora         | —           | Le Vibrazioni II                      |                      |
| 2006                                                                  | Fermi senza forma               | —           | Officine meccaniche                   |                      |
| 2006                                                                  | Se                              | 29          | Officine meccaniche                   |                      |
| 2006                                                                  | Portami via                     | —           | Officine meccaniche                   |                      |
| 2007                                                                  | Dimmi                           | —           | Officine meccaniche                   |                      |
| 2008                                                                  | Insolita                        | 38          | En vivo                               |                      |
| 2010                                                                  | Respiro                         | 30          | Le strade del tempo                   |                      |
| 2010                                                                  | Invocazioni al cielo            | —           | Le strade del tempo                   |                      |
| 2011                                                                  | Come far nascere un fiore       | 98          | Come far nascere un fiore             |                      |
| 2018                                                                  | Così sbagliato                  | 33          | V                                     |                      |
| 2018                                                                  | Amore Zen (feat. Jake La Furia) | —           | /                                     |                      |
| 2018                                                                  | Pensami così                    | —           | /                                     |                      |
| 2019                                                                  | Cambia                          | —           | /                                     |                      |
| 2019                                                                  | L'amore mi fa male              | —           | /                                     |                      |
| 2020                                                                  | Dov'è                           | 9           | /                                     | - ITA: Oro           |
| 2020                                                                  | Per fare l'amore                | —           | /                                     |                      |
| 2022                                                                  | Tantissimo                      | 30          | VI                                    |                      |
| 2022                                                                  | Rosa intenso                    | —           | VI                                    |                      |
| 2023                                                                  | Ridere ancora                   | —           | VI                                    |                      |
| "—" indica una pubblicazione che non si è classificata in quel Paese. |                                 |             |                                       |                      |

## Video musicali
| Anno | Titolo                          | Regista/i                             |
| ---- | ------------------------------- | ------------------------------------- |
| 2003 | Dedicato a te [versione I/II]   | Domenico Liggeri                      |
| 2003 | In una notte d'estate           | —                                     |
| 2003 | Vieni da me                     | Cosimo Alemà                          |
| 2004 | E se ne va                      | —                                     |
| 2004 | Sono più sereno                 | Cosimo Alemà                          |
| 2005 | Raggio di Sole                  | Cosimo Alemà                          |
| 2005 | Ovunque andrò                   | Cosimo Alemà                          |
| 2005 | Aspettando                      | Marco Pavone                          |
| 2005 | Ogni giorno ad ogni ora         | Riccardo Struchil                     |
| 2006 | Fermi senza forma               | Ricky Farina                          |
| 2006 | Se                              | Marco Brindasso                       |
| 2006 | Portami via                     | Cosimo Alemà                          |
| 2007 | Dimmi                           | Cosimo Alemà                          |
| 2008 | Drammaturgia                    | Fabio Luongo                          |
| 2008 | Insolita                        | Sergio Rubini                         |
| 2010 | Respiro                         | Roberta Maddalena                     |
| 2010 | Invocazioni al cielo            | Gaetano Morbioli                      |
| 2011 | Va così                         | Beppe Tufarulo                        |
| 2011 | Come far nascere un fiore       | —                                     |
| 2018 | Così sbagliato (feat. Skin)     | Simone Catania                        |
| 2018 | Amore Zen (feat. Jake La Furia) | Cosimo Alemà                          |
| 2018 | Pensami così                    | Lorenzo Silvestri e Andrea Santaterra |
| 2019 | Cambia                          | Lorenzo Silvestri e Andrea Santaterra |
| 2020 | Dov'è                           | Matteo Bruno Bellesia                 |
| 2020 | Per fare l'amore                | Matteo Bruno Bellesia                 |
| 2022 | Tantissimo                      | Matteo Bruno Bellesia                 |
| 2022 | Rosa intenso                    | Gianluca Della Monica                 |